# Hedyotis neesiana
Hedyotis neesiana är en måreväxtart som beskrevs av George Arnott Walker Arnott. Hedyotis neesiana ingår i släktet Hedyotis och familjen måreväxter. Inga underarter finns listade i Catalogue of Life.